# Stanisław Pokładnik
Stanisław Pokładnik (ur. 18 lipca 1896 w Janowicach, zm. 28 lipca 1920 w bitwie pod Beresteczkiem) – podporucznik kawalerii Legionów Polskich i Wojska Polskiego. Uczestnik I wojny światowej i wojny polsko-bolszewickiej. Kawaler Orderu Virtuti Militari.

## Życiorys
Urodził się 18 lipca 1896 w Janowicach w rodzinie Jana i Marii z d. Kłoda. Absolwent gimnazjum w Białej i Cieszynie. Członek Związku Strzeleckiego w Kętach. Od 15 sierpnia 1914 w Legionach Polskich jako żołnierz 2 pułku ułanów (LP). Po kryzysie przysięgowym, został internowany od lipca 1917 w Bukowinie, udało mu się uciec. W 1918 organizował POW. Od 11 listopada 1918 w odrodzonym Wojsku Polskim. Otrzymał przydział do 8 pułku ułanów. Z pułkiem brał udział w walkach wojny polsko–bolszewickiej. 
"Szczególnie odznaczył się w bitwie pod Rafałówką (4-6 VI 1919), wraz z 4 szwadronem broniąc przyczółka mostowego, pod Żytomierzem (1 II 1920), uczestniczył także w brawurowym nocnym wypadzie pod Stanisławowem i Beresteczkiem". 
Poległ podczas walki w bitwie pod Beresteczkiem 28 lipca 1920, tam też został pochowany.
Za postawę w bitwach odznaczony pośmiertnie Orderem Virtuti Militari.

## Życie prywatne
Kawaler.

## Odznaczenia
- Krzyż Srebrny Orderu Wojskowego Virtuti Militari nr 4275[1][2]